# سندرم پروتئوس
سندرم پروتئوس (انگلیسی: Proteus syndrome) نوعی اختلال ژنتیکی نادر است که در آن، رشد غیرطبیعی و شدید برخی رده‌های سلولیِ رویان وجود دارد. بیماران مبتلا به این سندرم، در معرض برخی سرطان‌ها با منشأ سلول‌های جنینی هستند. نشانه‌های بالینی و رادیولوژیک این بیماری، بسیار متنوع و متفاوت است و شاید به‌همین دلیل، این عارضه نامش را از پروتئوس، ایزد اساطیری دریا در یونان باستان می‌گیرد که قادر بود شکل خود را مدام تغییر دهد.
این بیماری نخستین بار در منابع پزشکی آمریکایی توسط «سمیا تمتامی» و «جان راجرز» در سال ۱۹۷۶ ذکر شد و سپس در سال ۱۹۷۹ میلادی توسط مایکل کوهن توصیف شد. در سرتاسر دنیا، کمی بیش از ۲۰۰ مورد از این بیماری یافت شده‌است که ۱۲۰ نفر از آنها در قید حیات هستند. البته احتمال دارد تعداد بیشتری افراد مبتلا به این بیماری موجود باشند که بیماری‌شان تشخیص داده نشده‌است و تنها آنهایی کشف شده‌اند که تظاهرات بیماری‌شان شدید بوده‌است.

## نشانه‌ها
نوزادان در بدو تولد طبیعی بوده و علامتی ندارند. این بیماری باعث می‌شود که بافت‌های چربی، عضله، استخوان، پوست و عروق خونی و لنفاوی دچار رشد و تزاید غیرطبیعی شوند. در همان سنین کودکی، بروز تومورهای پوست و استخوان، علائم اسکلتی-عضلانی در تشخیص این بیماری بیشترین اهمیت را دارند. شدت و محل بروز این رشد غیرطبیعی اعضای بدن متفاوت است و معمولاً جمجمه، یک یا چند اندام فوقانی و تحتانی و کفِ پاها درگیر می‌شوند که این درگیری عموماً نامتقارن است. خطر مرگِ زودرس این افراد به‌دلیل ترومبوز سیاهرگی عمقی و آمبولی ریه وجود دارد. وزنِ زیاد اندام، سبب می‌شود که این افراد دچار آرتریت و دردهای عضلانی باشند. این بیماری تأثیری بر هوش و یادگیری ندارد و حتی به‌نظر می‌رسد هوش این افراد بیشتر از جمعیت عادی باشد، هر چند این موضوع به طریق آماری و دقیق ثابت نشده‌است. بیماران مبتلا به این سندرم در معرض ابتلا به برخی تومورها از جمله مننژیوما، سیست‌آدنومای تخمدان (در زنان)، تومورهای بیضه (در مردان) و آدنومای مُنومورفیک در غده پاراتیروئید هستند.
این سندرم با بروز «هِـمی‌مگالواِنسفالی» (نوعی ناهنجاری توسعه قشر مغز) هم در ارتباط است.
در سال ۲۰۱۱ میلادی، پژوهشگران موفق شدند علتِ ژنتیکی این بیماری بیابند. آنها مشاهده کردند که ۲۶ مورد از ۲۹ بیمار مبتلا، جهش فعال‌کنندهٔ AKT1 در وضعیت موزائیسم ژنتیکی وجود دارد. این سندرم نمونه‌ای از موزائیسم ژنتیکی محسوب می‌شود.
این بیماری درمان قطعی ندارد. نوعی درمان علامتی با داروی سیرولیموس در حال انجام است که تأثیر نسبی در بهبود علائم داشته‌است. شرکت دارویی آرکل یک مهارکنندهٔ AKT1 به نام «ARQ 092» ساخته‌است که مراحل اولیهٔ کارآزمایی بالینی آن از نوامبر ۲۰۱۵ میلادی، توسط «مؤسسهٔ ملی مطالعات ژنوم انسان» در آمریکا در حالِ انجام است.
گفته می‌شود جوزف مریک مبتلا به این عارضه بوده‌است، هرچند امروزه واقعاً معلوم نیست که علت بیماری وی چه بوده‌است. برخی پزشکان معتقد بودند که مندی سلارس هم مبتلا به این سندرم نادر است؛ اما در سال ۲۰۱۳ میلادی مشخص شد که بیماری او سندرم پروتئوس نیست و علتش جهش در ژن «PIK3CA» است.